# Future Nostalgia (chanson)
Pour les articles homonymes, voir Future Nostalgia.
Clip vidéo
[vidéo] « Future Nostalgia », sur YouTube
Pistes de Future Nostalgia
Don't Start Now
(2)
Future Nostalgia est une chanson de la chanteuse anglaise Dua Lipa sortie le 13 décembre 2019 sous Warner Records en tant que single promotionnel de son deuxième album du même nom. La chanson est écrite par Dua Lipa, Clarence Coffee Jr et son producteur Jeff Bhasker avec la production additionnelle de Skylar Mones. Future Nostalgia est une chanson pop aux influences électro, synthpop, disco et funk.

## Crédits
Crédits provenant de Tidal.
- Dua Lipa : chant, écriture
- Clarence Coffee Jr (en) : écriture
- Jeff Bhasker : production, écriture, programmation des batteries, claviers, synthétiseurs
- Skylar Mones (en) : production additionnelle
- Jerry Singh : programmation additionnelle
- Elijah Marrett-Hitch : assistant mixage-ingénierie du son
- Dave Cerminera : ingénieur du son
- Jens Jungkurth : ingénieur du son
- Homer Steinweiss : batteries
- Chris Gehringer (en) : mastérisation
- Josh Gudwin : mixage

## Classements hebdomadaires
| Classement (2019-20)                | Meilleure position |
| ----------------------------------- | ------------------ |
| Belgique (Flandre Ultratip 100)     | Tip                |
| Écosse (OCC)                        | 58                 |
| Espagne (PROMUSICAE)                | 99                 |
| Grèce (IFPI)                        | 96                 |
| Hongrie (Single Top 40)             | 35                 |
| Irlande (IRMA)                      | 83                 |
| Lituanie (AGATA)                    | 46                 |
| Nouvelle-Zélande (RMNZ Hot Singles) | 11                 |
| Portugal (AFP)                      | 104                |
| Royaume-Uni (UK Download Chart)     | 63                 |
| Slovaquie (Singles Digitál Top 100) | 95                 |

## Historique de sortie
| Région    | Date             | Format                                        | Label(s) | Réf.   |
| --------- | ---------------- | --------------------------------------------- | -------- | ------ |
| Divers    | 13 décembre 2019 | - Téléchargement - streaming                  | Warner   | [ 13 ] |
| Australie | 13 décembre 2019 | Diffusion radio (contemporary hit radio (en)) | Warner   | [ 14 ] |